# Privol'noe
Privol'noe in russo Привольное? è un comune rurale (selo) della Russia, centro amministrativo dell'omonima comunità rurale, situato nel Krasnogvardejskij rajon del territorio di Stavropol'.

## Geografia
L'abitato, che sorge lungo il fiume Egorlyk, ospita una stazione della linea ferroviaria del Caucaso settentrionale e si trova a circa 20 km a nord-ovest da Krasnogvardejskoe.